# Qiryat Motzkin
Qiryat Motzkin (em hebraico:  קִרְיַת מוֹצְקִין) é uma cidade israelita do distrito de Haifa, localizada a 8 km a norte da cidade de Haifa, com 39.600 habitantes. A cidade de Herzliya foi assim nomeada em homenagem a Leo Motzkin, um dos organizadores do Primeiro Congresso Sionista em 1897.

## Geminações
Qiryat Bialik possui as seguintes cidades-gémeas:
- Tacoma, Washington, EUA (1979)
- Orlando, Flórida, EUA (2006)

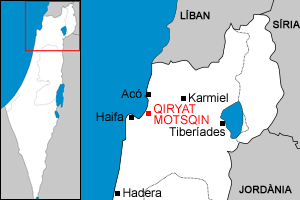
Localização de Qiryat Motzkin

- Kaifeng, China